# Esse kyrka
Esse kyrka är en kyrkobyggnad i Esse i Finland. Kyrkan ingår tillsammans med de två prästgårdarna i grannskapet i Museiverkets byggda kulturmiljöer av riksintresse.

## Tidigare kapell
År 1700 uppfördes ett bönehus i Överesse. Platsen är okänd. Det omtalas som Rundbacka kapell, vilket kunde tala för att bönehuset fanns ett par hundra meter mot väster från nuvarande kyrkan. Men samma kapell omtalas också som Ribacka kapell, vilket i sin tur talar för den nuvarande kyrkplatsen som är Ribacka kulla. Borgare från Jakobstad skänkte fönsterglas år 1702 och följande år ett timglas. 
År 1700 fanns i alla fall en predikostuga på Ribacka. Det är oklart om denna är samma som bönehuset. Den uvar en rektangulär stockbyggnad. Den 12 juni 1732 fick Esseborna kapellrättigheter av kungen.  Predikostugan hade ett brutet innertak med en lutning på cirka 30 grader. Kapellet var försett med ett litet klocktorn avsett för en klocka. Det uppfördes på Ribacka kulle i korsningen mellan landsvägen och Esse å och mitt emot en gammal offerkälla.
Esseborna skall ha erhållit kapellrättigheter redan under kung Karl XII:s vistelse i Bender 1709–1713, men beslutet försvann efter Kalabaliken i Bender. 
Det dröjde till 1736 innan Esse fick sin första egna präst.

## Kyrkan
För bygget av en större kapellkyrka anlitades Matts Honga från Karleby. Stockar till kyrkan flottades från Soini. Stockar från det tidigare kapellet användes som golvåsar och vid koret. Kyrkan uppfördes som en likarmad korskyrka med sakristian i innerhörnet mellan den norra och östra korsarmen. Kyrkan försågs med två ingångar, en i söder och en i väster. Vid byte av yttre panel på kyrkan 1996 fann man att kyrkan ursprungligen haft enkla vapenhus vid ingångarna. Kyrkan fick en takryttare i form av ett litet åttakantigt torn i två avsatser med spira. Spiran är i dag försedd med kors och vindflöjel men hade ursprungligen en kyrktupp.
Kyrkans fönster är bågformade. Det ursprungliga fönstret i sakristian var kvadratiskt försett med ett galler som inbrottsskydd. Kyrkan var rödmyllad. Enligt räkenskaper och inventarieförteckningar har fönster i kyrkan också försetts med blyglas. Vid en renovering 2023 konstaterades att fönstren ursprungligen varit blåmålade.
Kyrkan invigdes den 11 februari 1771 av kontraktsprosten Gabriel Aspegren. Kyrkans namn är Magdalena Sofia efter drottningen Sofia Magdalena och prinsessan Sofia Albertina.

## Altare och predikstol
Altaret har kvar sin ursprungliga plats i det inre hörnet mellan den östra och södra korsarmen. Altarrundeln och altarbordet är äldre än altaruppsättningen. Den tredelade altartavlan målades 1816 av målarmästaren Gustaf Erik Hedman i Jakobstad. Den översta tavlan visar två gråtande änglar, den mellersta visar Kristus på korset och den nedersta är en kopia av Margareta Capsias altartavla i Pedersöre kyrka som föreställer Jesu sista måltid.
Altaruppsättningen i sin helhet är en stilfull blandning av senbarock, rokoko och nyklassicism. Det saknas uppgifter om tidigare altartavlor i kyrkan. De lokala hantverkarna Jonas Portin och Johan Johansson Jofs stod för planeringen och utförandet. Jonas Portin hade stiftat bekantskap med formspråk bl.a. vid Kungliga konstakademin och gjort anteckningar om dekorationer från Venedig, vilka han sedan använde i siffertavlan i rokokostil.
Predikstolen snickrades av "Bärklarssnickaren" från Ytteresse. Sidorna har fem sköldar med olika motiv; bönen, dopet, nattvarden, Bibeln och lagens tavlor med de tio budorden. Predikstolstaket är format som en krona krönt av ett lamm som bär på ett kors, Agnus Dei.

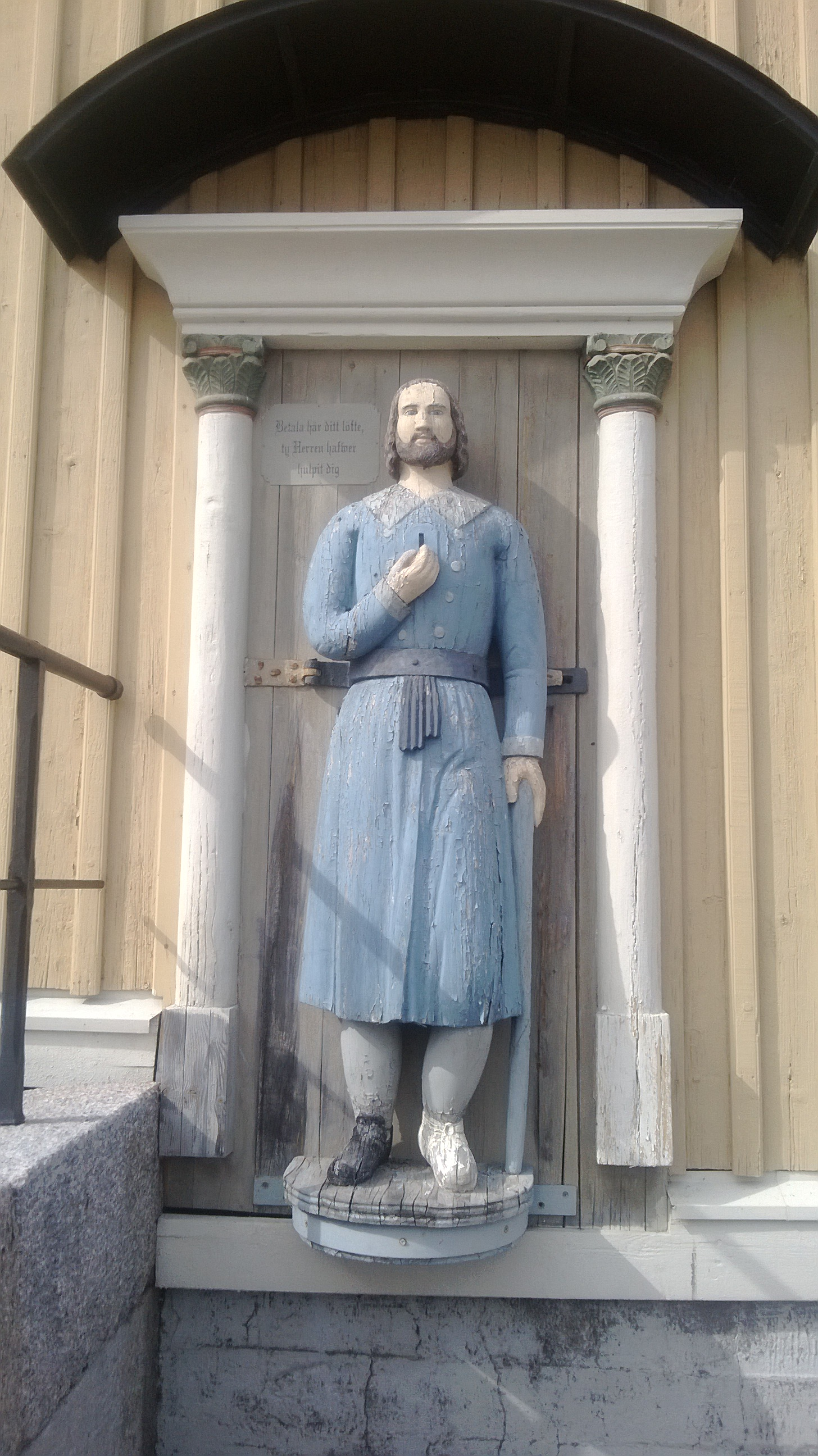
Fattiggubben

## Målning
Kyrkan var ursprungligen rödmyllad medan tornet hade en ljusare färg.
Invändigt vitlimmades kyrkan första gången 1818 och försågs med en svart bröstpanel. Enligt räkenskapsböckerna målades också gardiner kring kyrkans fönster.
Glasmålningen i västra korsarmen gjordes 1940 av Lennart Segerstråle.

## Renoveringar och restaureringar
År 1954 restaurerades kyrkan under ledning av arkitekt Erik Kråkström. Då återställdes karakteristiska grunddrag. Restaureringen gick delvis hårt åt läktaren och orgelfasaden.
År 2004 renoverades kyrkan i en bevarande anda av arkitekt Roger Wingren och konservator Torvald Lindkvist. 
Vid renoveringen återfick bänkarna den ursprungliga gustavianska marmoreringen.

## Orglar
Kyrkan har haft två orgelharmonier innan den första pneumatiska orgeln inköptes. Den ersattes 1970 med en mekanisk orgel byggd av Kangasala orgelfabrik, och 2004 utvidgad och något omdisponerad av Åkerman & Lund Orgelbyggeri.

## Klockstapel
Klockstapeln uppfördes 1777 troligen under Anders Hakolas ledning. Klockstapeln har tre klockar. Dessutom finns två tidigare spruckna klockor på kyrkokgården. Den äldsta klockan är från 1731 och fanns i klocktornet på predikostugan.

## Fattiggubbe
Fattiggubben är den andra i ordningen. Han är krigsinvalid som bär en svensk soldatkappa från Finska kriget. Fattiggubben snidades av Erkki Lahti från Evijärvi.

## Minnesmärken
Minnesmärket över de stupade från 1918 har planerats av John Munsterhjelm.

## Folksägen
Enligt den lokala folksägnen byggdes kyrkan (eller kanske kapellet) på Kyrkbacka längre upp längs ån. Men det rådde oenighet mellan byarna om placeringen. Det som Lappfors-borna byggde under sin dagsverksdag revs ner av Ytteresse-borna på natten. Då skulle man ha kommit överens om att sätta en stock i ån och på den plats där stocken flöt i land skulle den nya kyrkan byggas. Det skulle ha skett vid Ribacka kulle. 
En troligare orsak till byte av plats är både landhöjningen som gjort ån mindre farbar och ny dragning av vägen mot inlandet.
I de äldsta bevarade kommunionböckerna i Pedersöre moderförsamling räknas Kållby till området Esse. Kanske det också fanns en önskan att få Kållby-borna med i kapellbygget om man byggde närmare Kållby.